# Cerro Ávila
O Cerro El Ávila está localizado na Cadeia do Litoral dentro da cordilheira da Costa, no centro-norte da Venezuela. Ele é considerado o guardião e pulmão vegetal de Caracas, sendo um dos lugares de referência mais conhecidos da cidade, e separa esta do mar Caribe. Em 1958 o Cerro El Ávila é declarado como parque nacional para assim proteger-lo. É conhecido como Parque nacional El Ávila.

## História
O cerro era conhecido pelos antigos habitantes do vale da atual Caracas, os Caribe, como Wuaraira Repano, porém, logo depois da fundação da cidade de Caracas em 1567, Alférez Mayor de Campo Gabriel de Ávila originário da localidade espanhola de Ávila remonta o cerro e reubica suas terras ali em 1575 pelo qual o cerro receberia o nome de Ávila como inspiração neste personagem.
No ano de 1999 na vertente norte do cerro depois de extensas chuvas se originam desabamentos de terra que afetam numerosas localidades costeiras deixando centenas de feridos e falecidos no que se chamou a "Tragédia de Vargas".

## Clima
O clima do cerro é de montanha, com diferenças notáveis de acordo com a altura e os pisos térmicos correspondentes e também de acordo a exposição de suas ladeiras com respeito à insolação e à procedência dos ventos. No topo da montanha, a temperatura média é de 13 °C com precipitações médias e das estações, a seca e das chuvas.